# 다카하시 유타카
다카하시 유타카(일본어: 高橋 泰, 1980년 9월 29일 ~ )는 일본의 전 축구 선수이다.

## 구단 경력
과거 산프레체 히로시마, 오미야 아르디자, 제프 유나이티드 지바, 로아소 구마모토, 아비스파 후쿠오카, 에히메 FC, 카마타마레 사누키에서 활동하였다.